# William Lawvere
F. William Lawvere (Muncie, Indiana; 9 de febrero de 1937-23 de enero de 2023) fue un filósofo y matemático estadounidense que se especializó en teoría de categorías, teoría de topos, y lógica categórica. Entre sus contribuciones destacan los conceptos de hiperdoctrina, topos elemental, así como, prácticamente, fundar la Lógica categórica.

## Carrera docente
Profesor Adjunto de Filosofía y profesor Emérito de Matemáticas en la Universidad de Buffalo. Junto con Steve Schanuel, publicó un libro sobre categorías, Conceptual Mathematics: A First Introduction to Categories, (Cambridge University Press, Cambridge, 1997).